# Александар Јаблановић
Александар Јаблановић (Косовска Митровица, 25. септембар 1980) српски је политичар. Између 9. децембра 2014. и 3. фебруара 2015. био је на функцији министра за повратак и заједнице Владе Републике Косово. Претходно је био председник Општине Лепосавић, посланик у Народној скупштини Србије и државни секретар у Министарству за рад, запошљавање, борачка и социјална питања.
Група Албанаца је 6. јануара 2015. каменовала и блокирала пут аутобусу који је возио 40 расељених Срба на Бадњак у православној цркви у Ђаковици, исто је учињено и претходног Божића. Јаблановић се огласио саопштењем у којем нападаче назива „дивљацима”. Иса Мустафа је рекао да ће испитати да ли је коментар прекршио Устав Републике Косово. Штампа је известила да је коментар директно намењен групи Thirrjet e nënave (Мајке жртава Рата на Косову и Метохији). Група је учествовала у демонстрацијама испред цркве, али није јасно да ли су учествовали у каменовању аутобуса. Догађај је кулминирао протестима 2015. године. Већина опозиције и грађана затражила је његову оставку. Формално се извинио због своје изјаве. Дана 3. фебруара 2015. године објављено је да је разрешен из владе.